# Shelter (2007)
Shelter is een Amerikaanse film uit 2007 geschreven en geregisseerd door Jonah Markowitz. Hoofdrollen worden gespeeld door Trevor Wright, Brad Rowe en Tina Holmes. De film heeft enkele prijzen gewonnen waaronder "Outstanding Film – Limited Release" (2009) GLAAD Media Awards, "Best New Director and Favorite Narrative Feature" op het Seattle Lesbian & Gay Film Festival en "People's Choice Award for Best Feature" op het Vancouver Queer Film Festival.

## Verhaal
Zach (Trevor Wright) is een jongeman uit San Pedro, California. Na zijn middelbare school wilde hij naar de kunstacademie, maar werd geweigerd. Nu werkt hij in een fastfoodrestaurant zodat hij geld heeft om zijn oudere zus Jeanne, haar vijfjarig zoontje Cody en gehandicapte vader te helpen. Daarbuiten brengt hij zijn tijd door met graffiti spuiten en surfen. Ook trekt hij veel op met zijn beste maat Gabe en heeft hij een knipperlichtrelatie met Tori.
Wanneer Shaun, de oudere broer van Gabe, terugkeert uit Los Angeles gaat hij regelmatig met Zach surfen. Shaun is een schrijver en probeert Zach te overtuigen om zich nogmaals in te schrijven voor CalArts, een grote universiteit voor kunst. Ook probeert Shaun om Zach in te laten zien dat hij zijn eigen leven moet leiden en niet steeds in de bres moet springen voor zijn zus of als oppas voor Cody.
Wanneer Jeanne te weten komt dat Zach veel optrekt met Shaun waarschuwt ze hem: Shaun is homo. Daarnaast eist ze dat Shaun niet meer in de buurt van Cody komt. Ze had niet verwacht dat Zach ondertussen al een relatie heeft met Shaun. Zij staat negatief ten opzichte van homoseksualiteit terwijl Gabe en zijn ex-vriendin Tori hem steunen.
Shaun schrijft in het geheim Zach in voor de universiteit en hij wordt ditmaal wel toegelaten. Toch is Zach hier in eerste instantie niet blij mee omdat zijn zus te labiel is om voor Cody te zorgen. Dit leidt tot een breuk tussen Zach en Shaun. Uiteindelijk beslist Zach toch om contact op te nemen met de universiteit. Dan verneemt Zach dat Jeanne met haar nieuwe vriend Alan gaat verhuizen naar Portland, waar geen plaats is voor Cody. De enige die dan nog instaat voor de opvoeding, is Zach. Hij kan zijn school niet combineren met die opvoeding en besluit dan maar om niet naar de universiteit te gaan.
Uiteindelijk beseft Zach toch dat hij zijn familieproblemen opzij moet zetten om eindelijk uit zijn eerder armoedige situatie te komen en om zijn dromen werkelijkheid te laten worden. Zach zoekt weer contact met Shaun, die net op het punt stond om terug te verhuizen naar Los Angeles, niet ver van de universiteit. Het komt weer goed tussen de twee. Uiteindelijk ziet ook Jeanne in dat Cody beter door zijn oom en Shaun kan worden opgevoed en geeft ze haar zegen. Jeanne en Alan verhuizen naar Portland, Shaun neemt Zach en Cody mee naar Los Angeles.

## Acteurs
| Acteur         | Personage |
| -------------- | --------- |
| Trevor Wright  | Zach      |
| Brad Rowe      | Shaun     |
| Tina Holmes    | Jeanne    |
| Jackson Wurth  | Cody      |
| Ross Thomas    | Gabe      |
| Katie Walder   | Tori      |
| Albert Reed    | Billy     |
| Joy Gohring    | Ellen     |
| Matt Bushell   | Alan      |
| Caitlin Crosby | hari      |

## Productie
Shelter werd in 21 dagen opgenomen, voornamelijk in San Pedro en Laguna Beach. Een visueel shot doorheen de film is de Vincent Thomas Bridge in de haven van Los Angeles.